# Шостак Анатолій Миколайович
Анатолій Миколайович Шостак (17  вересня 1937) — український дипломат. Надзвичайний та Повноважний Посол України.

## Біографія
Народився 17 вересня 1937 року в смт Борова на Харківщині. Закінчив Київський технологічний інститут легкої промисловості (1960) та Дипломатичну академію МЗС СРСР (1977).
- З 1961 по 1964 — на комсомольській роботі.
- З 1964 по 1966 — завідувач відділу Українського товариства дружби та культурних зв'язків із зарубіжними країнами.
- З 1966 по 1971 — заступник директора, директор Будинку радянської культури в Белграді Югославія.
- З 1971 по 1975 — 1-й секретар Міністерства закордонних справ України.
- З 1977 по 1986 — старший референт Президії Верховної Ради УРСР.
- З 1986 по 1992 — директор Будинку радянської культури в Белграді.
- З 1992 по 1995 — керівник групи парламентського протоколу Секретаріату Верховної Ради України.
- З 04.1995 по 10.2001 — Надзвичайний та Повноважний Посол України в Хорватії.
- З 02.1997 по 04.2002 — Надзвичайний та Повноважний Посол України в Боснії та Герцеговині за сумісництвом.
- З 11.2001 по 06.2003 — Надзвичайний та Повноважний Посол України в Союзній Республіці Югославії

Одружений з Шостак Валентиною Григорівною 01 січня 1940 року народження. Має двоє дітей, Шостак Тарас Анатолійович 24 січня 1964 року народження, кандидат геолого-мінералогічних наук. Дочка - Шостак Леся Анатоліївна 23 травня 1976 року народження, пішла слідом за батьком, магістр міжнародного права, дипломат. 
Крім цього Шостак Анатолій Миколайович має трьох онук - Анну-Марі, Марію Поліну, Іву Евдокію, онука Ілію та праонуку Єву.